# 샤프하우젠주
샤프하우젠주(독일어: Schaffhausen)는 스위스의 최북단 주이다. 주의 주요 도시이며, 수도는 샤프하우젠이다. 주의 영토는 독일 영토가 라인강에 도달하는 3개의 비연속적인 부분으로 나뉜다. 수도를 포함하는 큰 중앙 부분은 독일의 뷔징엔 암 호히라인(Büsingen am Hochrhein) 영토를 나머지 독일 지역과 분리한다.

## 역사
샤프하우젠은 중세의 도시국가였다. 1045년부터 자체 주화를 만들었다고 기록되어 있다. 그 다음에는 Villa Scafhusun으로 기록되었다. 1049년경 에버하르트 폰 넬렌부르크 백작이 베네딕토회 수도원을 설립하여 공동체를 발전시켰다. 이 공동체는 1190년에 독립을 달성했다. 1330년에 이 도시는 모든 토지뿐 아니라 독립도 합스부르크 왕가에게 빼앗겼다. 1415년 오스트리아의 합스부르크 공작 프리드리히 4세는 콘스탄츠 공의회에서 교황 요한 23세의 편에 섰고 지기스문트 황제에 의해 금지되었다. 금지령과 프리드리히의 재정 부족으로 인해 샤프하우젠은 1418년 합스부르크 왕가로부터 독립할 수 있었다. 이 도시는 1454년에 6개의 스위스 동맹과 동맹을 맺었고, 1479년에는 추가로 2개(우리와 운터발덴)와 동맹을 맺었다. 샤프하우젠은 1501년에 구스위스 연방의 정회원이 되었다. 1857년에 최초의 철도가 샤프하우젠에 도착했다. 1944년에 샤프하우젠은 독일에서 중립 스위스로 우발적으로 이탈한 미 육군 공군기의 폭격으로 고통을 받았다.
주 헌법은 1876년에 작성되었고 1895년에 개정되었다.
독특한 국장에는 샤프하우저 복(샤프하우젠의 염소)이 있다.

## 지리

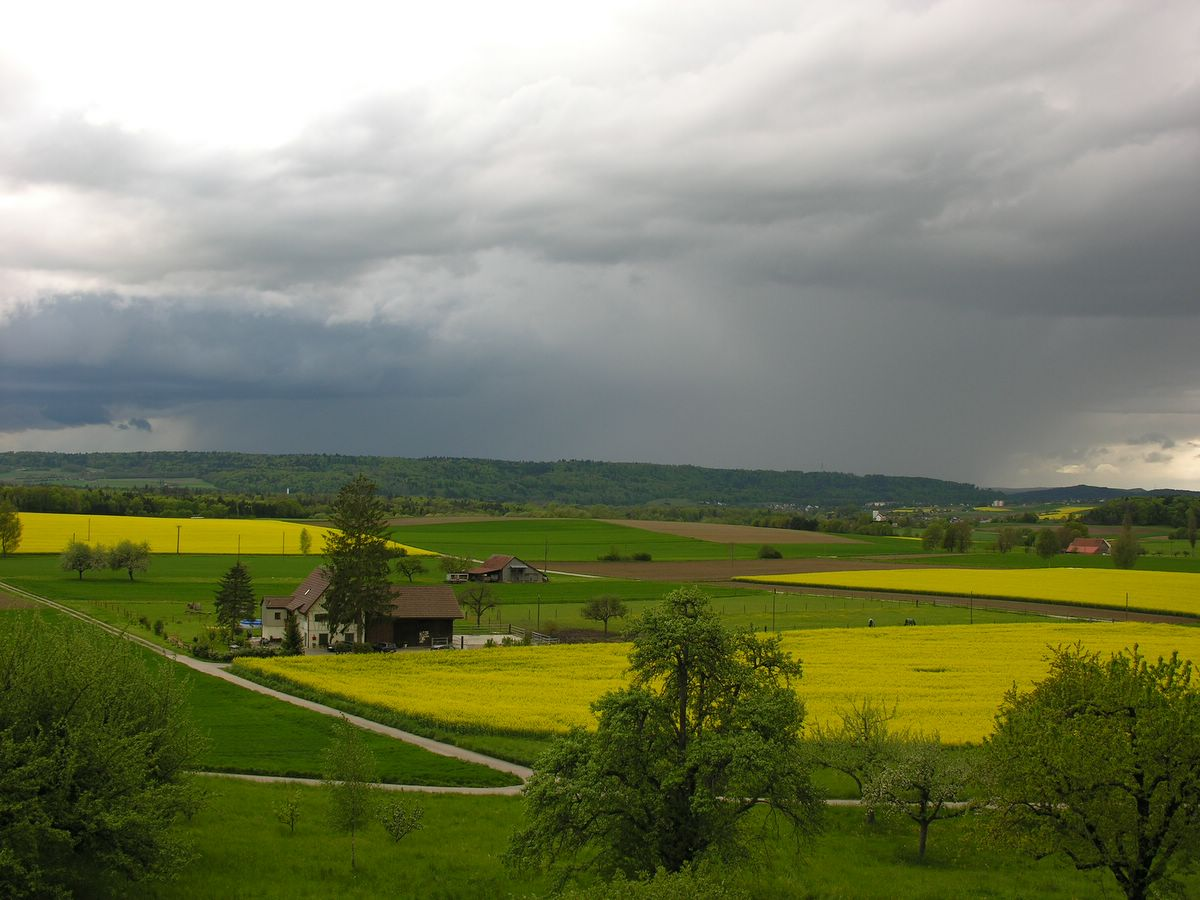
도르프링엔 근처의 시골

샤프하우젠은 스위스의 최북단 주이며, 거의 전체가 라인강 오른쪽 제방에 있으며, 왼쪽 제방에는 슈타인 암 라인의 일부만 있다. 콘스탄스 호수 서쪽에 있으며 면적은 298k㎡이다. 주의 대부분은 농업용으로 사용되는 134.4km2 (약 45%)와 추가로 128.7k㎡ (약 43%)가 나무가 우거진 생산적인 농경지이다. 나머지 대부분의 31.8k㎡ (약 10%)가 개발되는 반면, 주의 3.8k㎡(1.3%)만이 불모지(강, 호수 또는 산)이다.

샤프하우젠주는 스위스 취리히와 투르가우, 독일의 발츠후트, 슈바르츠발트-바르-크라이스 및 콘스콘츠, 바덴-뷔르템베르크와 접해 있다.
대부분의 주는 호허 란덴이 지배하는 고원에 있다. 이 산의 정상은 912m이다. 산의 경사는 남쪽으로 완만하여 라인 계곡에 도달한다. 짧고 좁은 계곡이 이 완만한 경사를 교차한다. 클레트가우는 그러한 계곡 중 하나이다.
라인 폭포는 유럽에서 가장 큰 폭포이며, 샤프하우젠과 취리히주의 경계에 있다.

## 개요
스위스 중북부에 위치하며, 독일과 국경을 접한다. 스위스 최북단의 주이며, 삼면이 독일에 둘러싸여 있다. 국경으로 라인강이 흐르며, 주변은 완만한 구릉지역이다. 유럽 최대의 폭포인 라인 폭포가 이 곳에 있다. 동쪽 일부는 보덴호에 접한다. 11세기에 베네딕토회의 수도원이 생겨 수도원을 중심으로 발전하기 시작했다. 1415년 이 부근에서 열린 콘스탄츠 공의회 이후 합스부르크 왕가로부터 독립했다. 1451년 스위스 동맹과 제휴했고, 1501년 동맹에 가입했다. 종교 개혁 후 개신교 지역으로 바뀌었고, 1876년 주 헌법이 제정되었다. 처음 샤프하우젠에서 영역을 넓힌 곳이 불규칙하여 주는 독일에 둘러싸여 있고, 일부 지역은 월경지로 분리되어 있다.
포도가 재배되며, 백포도주 제조로 유명하다. 시계·금속·기계 공업이 이루어진다. 독일어가 널리 쓰이며, 개신교 신자가 많다.